# Pyłypkiwci
Pyłypkiwci (ukr. Пилипківці) – wieś na Ukrainie, w obwodzie chmielnickim, w rejonie nowouszyckim. W 2001 roku liczyła 708 mieszkańców.